# Albert Ermarth
Albert Ermarth, Pseudonym Albert Puls (19. Juli 1846 in München – 26. April 1901 in Hof) war ein deutscher Offizier, Sänger und Schauspieler.

## Leben
Ermarth Albert, der Sohn eines bayrischen Generals, war selbst Offizier, folgte jedoch seiner Neigung fürs Theater und trat in jungen Jahren als Volontär in den Verband des Carltheaters, war dann als Liebhaber und Held in Laibach, Franzensbad, Essegg und Nürnberg engagiert, bis er in den Verband des Grazer Stadttheaters trat, wo er sowohl im Schauspiel als auch in der Posse und Operette erfolgreich verwendet wurde.
Der Künstler, der lange unter dem Namen Albert Puls spielte, war viele Jahre in Prag engagiert und zählte daselbst zu den meist beschäftigten und geschätzten Mitgliedern. Von Prag kehrte er wieder nach München zurück, wo er am Gärtnerplatztheater bald als Liebhaber und Bonvivant, bald als Operettensänger und Komiker Beifall fand.
1899 trat er in den Verband des Carltheaters in Wien, wo er ebenfalls durch seine große Verwendbarkeit angenehm auffiel. Anfang des Jahres 1901 begab sich der Künstler mit Conrad Dreher auf die von letzterem arrangierten Gastspielreisen. Der pflichteifrige Schauspieler dürfte sich vielleicht hierbei allzu viel zugemutet haben, seine Nerven wurden überreizt und er erlag am 26. April 1901 in Hof in Bayern einem Schlaganfall.
Ermarth war verheiratet mit der Sängerin Melanie Häckel.